# Хартберг-Фюрстенфельд (округ)
Хартберг-Фюрстенфельд (нем. Hartberg-Fürstenfeld) — округ в Австрии. Административный центр округа — город Хартберг. Округ входит в федеральную землю Штирия. Занимает площадь 1220 км². Население 89 252 чел. Плотность населения 73 человек/км².
Округ был образован 1 января 2013 года в результате слияния округов Хартберг и Фюрстенфельд.

## Административно-территориальное деление

### Список общин[2]
- Бад-Блумау
- Лойперсдорф-бай-Фюрстенфельд
- Бад-Вальтерсдорф
- Бух-Санкт-Магдалена
- Бургау
- Дехантскирхен
- Эберсдорф
- Файстритцаль
- Фридберг
- Фюрстенфельд
- Графендорф-бай-Хартберг
- Грайнбах
- Гросштайнбах
- Гросвильферсдорф
- Хартберг
- Хартберг-Умгебунг
- Хартль
- Ильц
- Кайндорф
- Лафниц
- Нойдау
- Оттендорф-ан-дер-Ритшайн
- Пинггау
- Пёллау
- Пёллауберг
- Рор-бай-Хартберг
- Рорбах-ан-дер-Лафниц
- Санкт-Якоб-им-Вальде
- Санкт-Йоханн-ин-дер-Хайде
- Санкт-Лоренцен-ам-Вексель
- Шефферн
- Зёхау
- Штубенберг-ам-Зе
- Форау
- Вальдбах-Мёнихвальд
- Венигцелль